# Andrea Augello
Andrea Augello, né le 24 février 1961 à Novare et mort le 28 avril 2023 à Rome, est un homme politique italien.

## Biographie
En 1995, Andrea Augello est élu conseiller régional du Latium au sein de la liste de Alliance nationale ; en 2000, il est réélu et est nommé évaluateur régional pour le budget et les ressources communautaires dans le gouvernement dirigé par Francesco Storace. En 2005, il est réélu pour la troisième fois au conseil régional du Latium,.
Lors des élections générales de 2006 il est élu au Sénat de la République pour l'Alliance nationale et réélu lors des élections générales de 2008 pour Le Peuple de la liberté. En mars 2010, il est nommé sous-secrétaire d'État du ministère de l'Administration publique et de l'Innovation dans le cabinet Berlusconi IV.
Lors des élections générales de 2013, il est élu pour la troisième fois au Sénat. Cependant, le 16 novembre 2013, à la suite de la dissolution du Peuple de la liberté, il rejoint le Nouveau centre-droit dirigé par Angelino Alfano.
En 2015, il fonde un nouveau mouvement politique, nommé Cuori Italiani, qui fusionne avec Frères d'Italie en 2018.
Il retrouve son mandat de sénateur lors des élections de 2022.
Andrea Augello meurt à Rome le 28 avril 2023 à l'âge de 62 ans des suites d'une longue maladie,